# Grill
För andra betydelser, se Grill (olika betydelser).

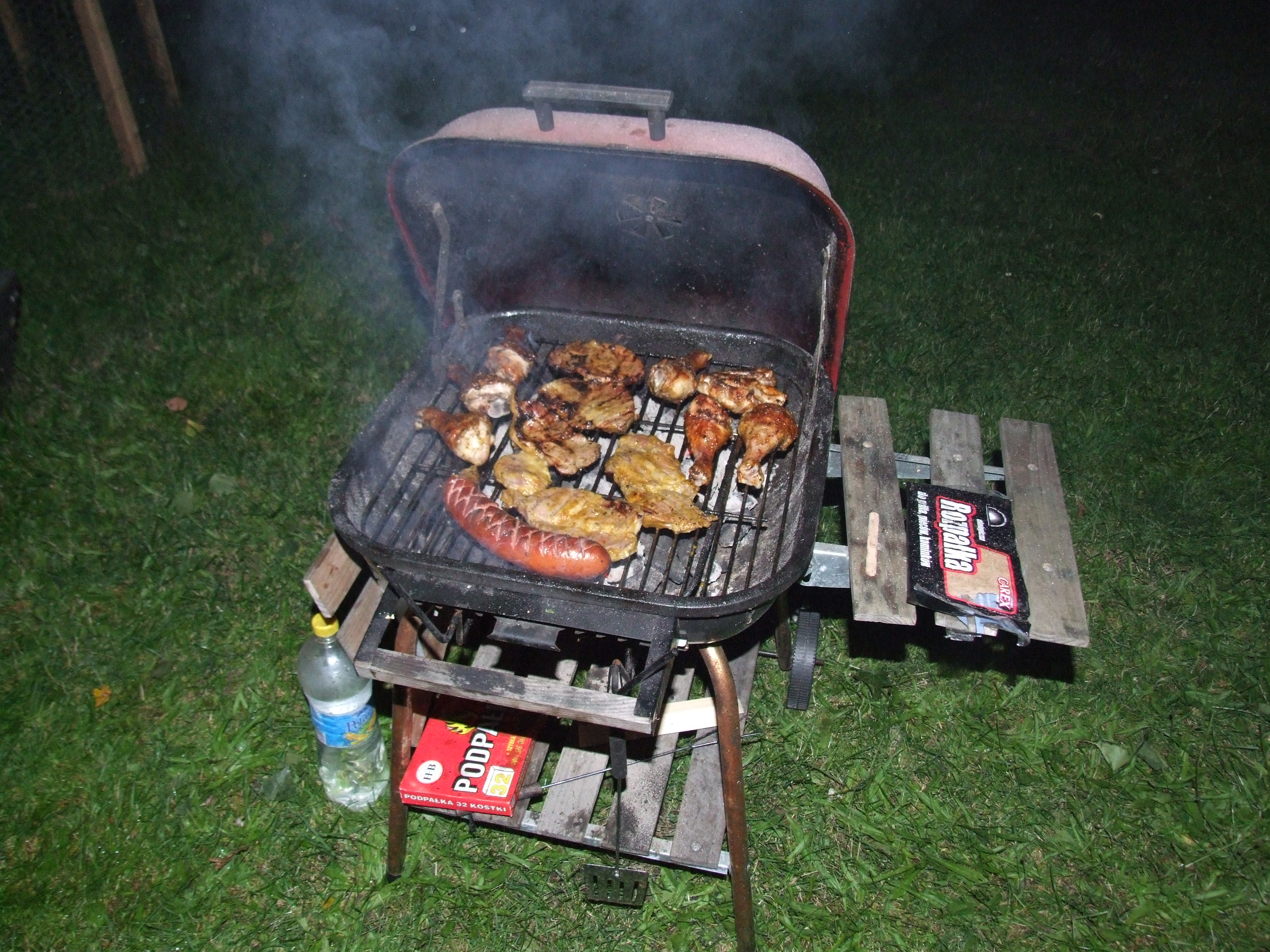
Kolgrill med kött och korv.

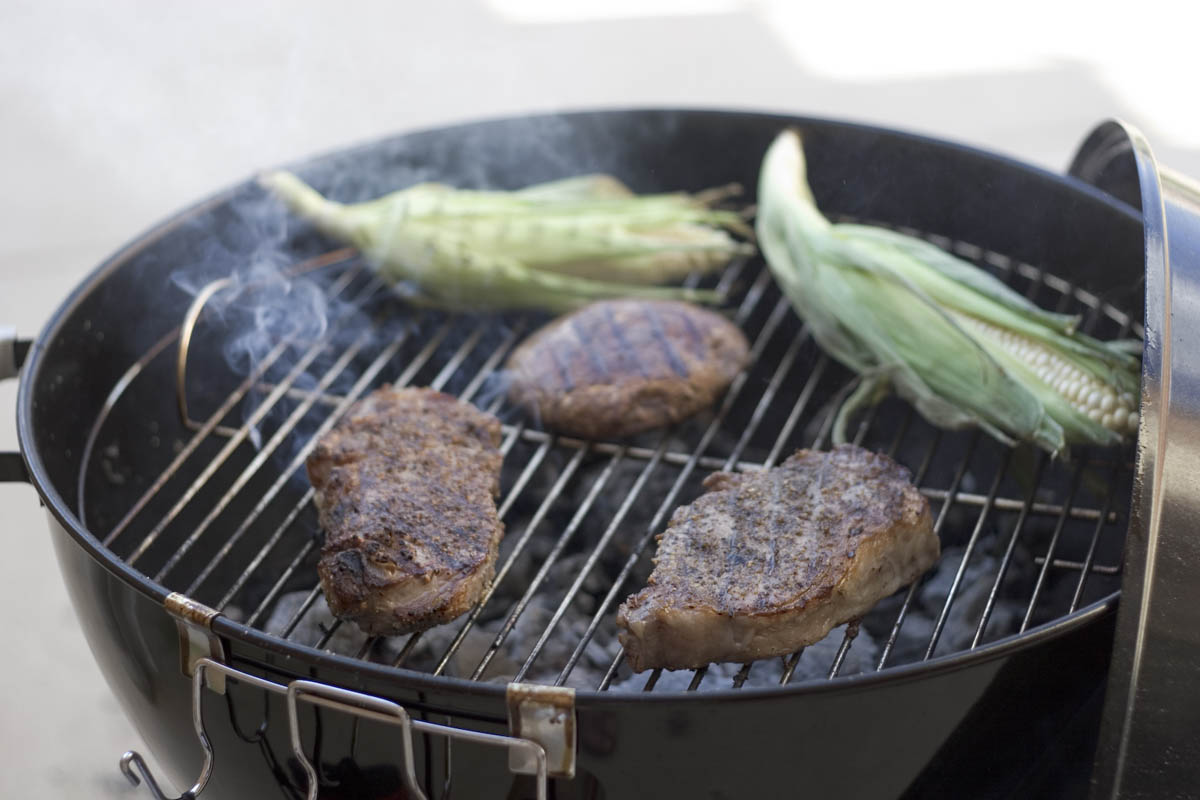
Mat på grill.

En grill är ett slags stekredskap, en anordning som används för att grilla.

## Allmänt
Den enklaste typen av grill är en värmetålig behållare som fylls med grillkol eller grillbriketter. Ovanför behållaren monteras ett grillgaller eller grillspett på vilket man placerar det som ska grillas. En del rätter lämpar sig inte för grillning på galler. Då kan de antingen träs upp på grillspett eller klämmas fast mellan halster, som kan fästas i grillen. Vanligen kan gallret flyttas upp eller ned för att styra grilltemperaturen, dessa grillar saknar ofta ett spjäll. Med ett spjäll (reglerbara öppningar nedtill i behållaren) kan mängden tillfört syre styras. Mängden tillförd syre och utförda bränngaser bestämmer till stor del den uppnådda värmeeffekten i grillen, varför grillar där man kan styra tilluften och frånluften ger goda möjligheter till ett bra grillresultat. En del grillar har ett lock med vilket man kan täcka över grillen och därmed styra mängden utförda bränngaser. Om man grillar med locket på kan även en viss rök hållas kvar runt maten, och det grillade får en kraftigare rökig smak. Det finns även elektriska grillar där värmen kommer från en strömförande värmeslinga, och varken kol eller briketter behövs. I elspisens ugn, såväl som i mikrovågsugnen, kan det finnas ett grillelement som ger en liknande effekt.

## Grilltyper

### Elektrisk grill

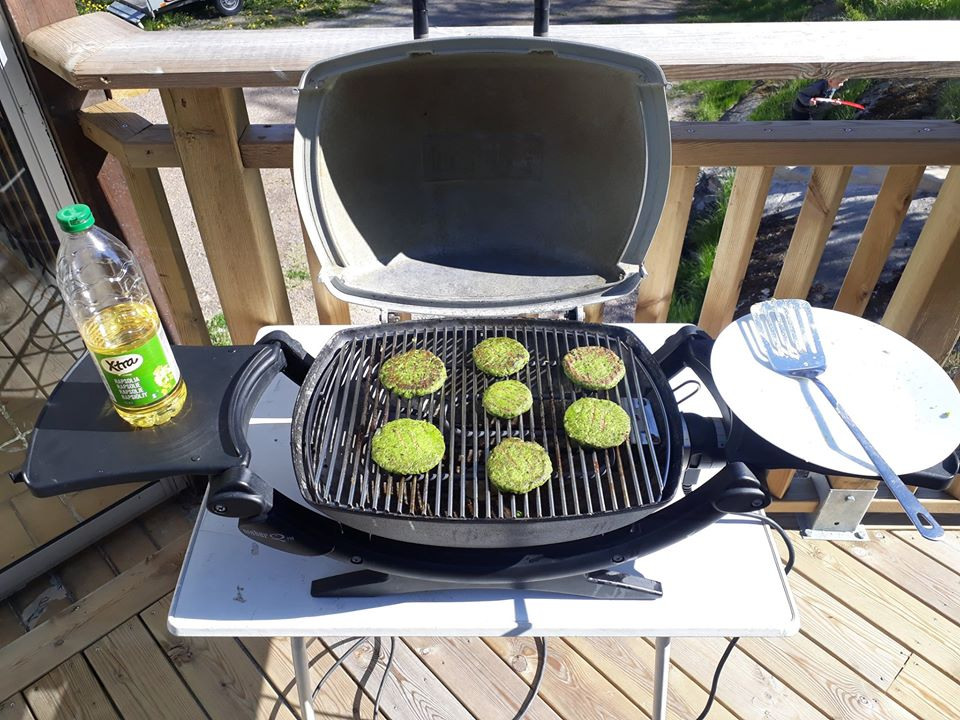
Elektrisk grill under användning

Med en elektrisk grill kommer värmen från en strömförande värmeslinga. Varken kol eller briketter behövs.

### Träkolsgrill
En träkolsgrill är en populär typ av grill som använder träkol som bränsle, oftast i form av grillkol eller grillbriketter. Grillbriketter kräver en något högre temperatur än grillkol innan de börjar glöda varför de oftast är något svårare att tända en grill där grillbriketter används. Traditionellt läggs i grillar som saknar askuppsamlare aluminiumfolie i grillen för att samla upp askan. Ett jämnt lager träkol läggs i folien och tändvätska hälls på för att kolet ska kunna tändas på. Alternativt används elektrisk grillkolständare eller skorstenständare. Kolgrillen producerar stora mängder koloxid och bör ej användas i utrymmen utan fullgod ventilation. Grillar utan lock benämns kolgrill och grillar med lock, brikettgrill.

#### Engångsgrill

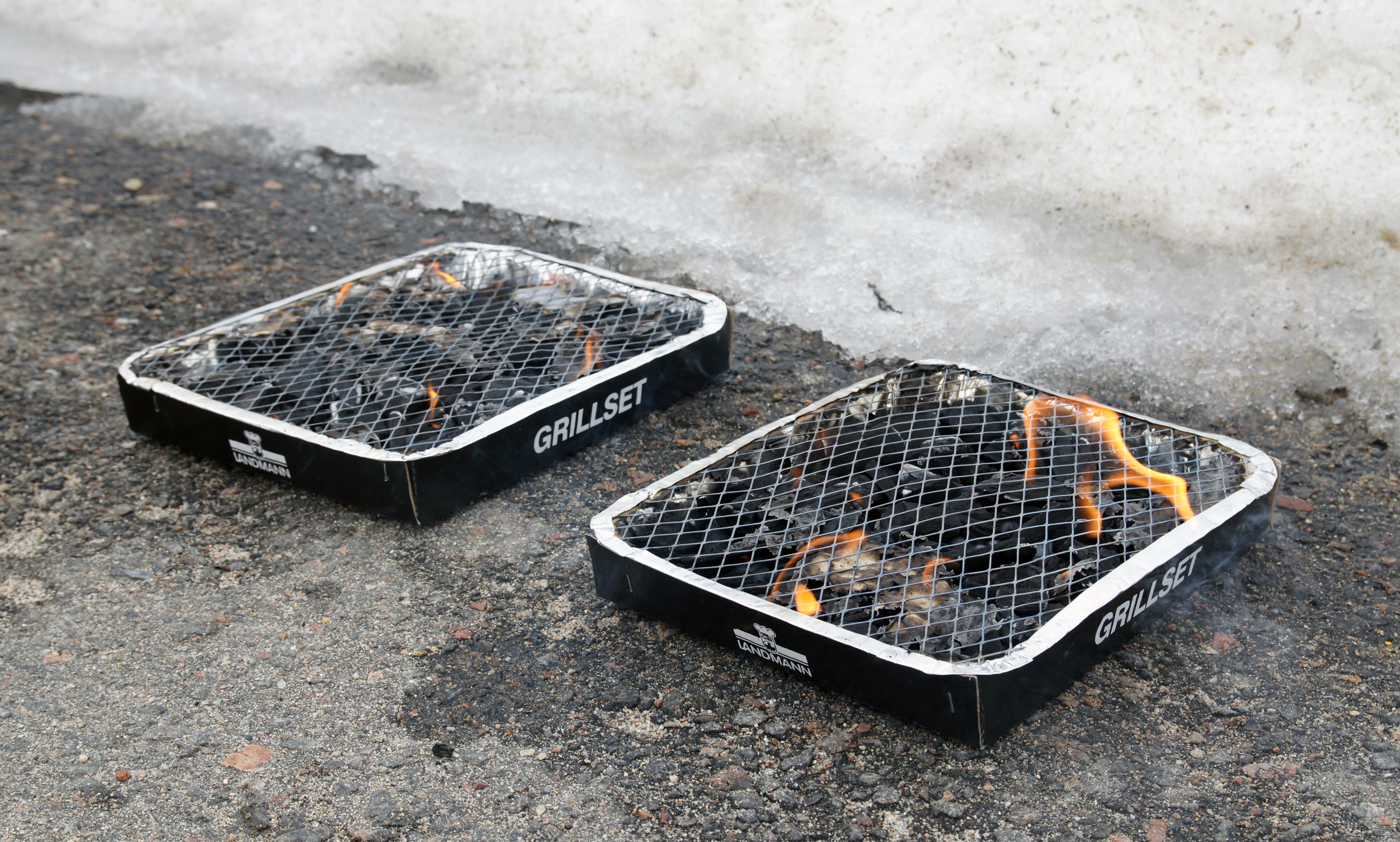
Två engångsgrillar.

En variant av kolgrillen är engångsgrillen som är ett komplett paket av kol, tändvätska och galler i en folieform. Engångsgrillen ses som ett miljöproblem och då de används flitigt av strandbesökare ger de problem när de inte tas om hand utan lämnas kvar på plats efter avslutad grillning.

### Gasolgrill

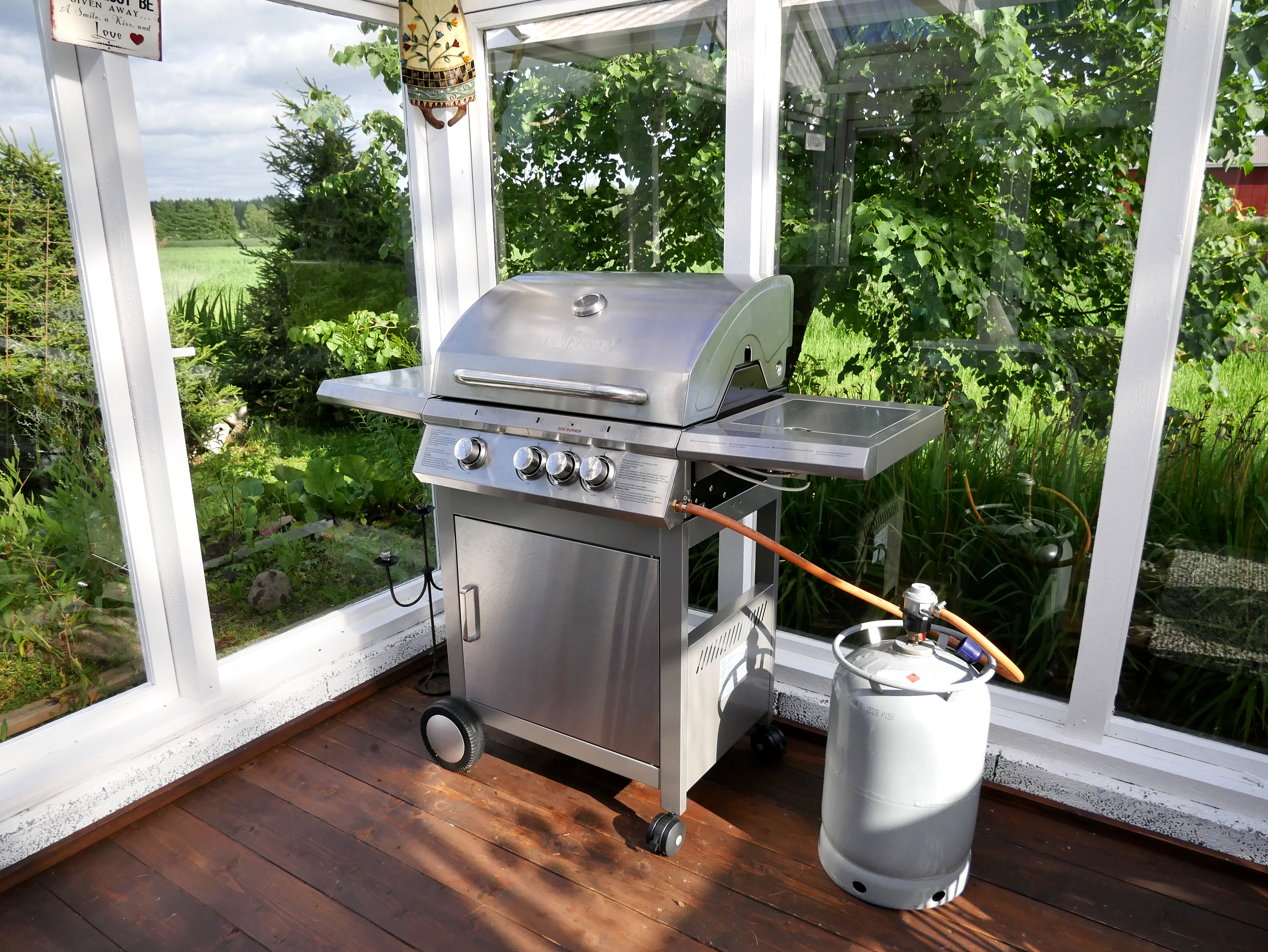
En gasolgrill.

En gasolgrill är en grill som använder gasol som bränsle och lavasten, eller bockade plåtar, så kallade flavorizers, som värmeutjämnare. Det ger en jämnvarm grillning och ingen aska.

### Grillbänk
Grillbänk är en utvecklad grill för utomhusbruk där själva grillen kompletteras med arbetsytor, gasolhäll, kylskåp med frysfack och diskho.

### Grillhink
En grillhink är en portabel grill, utformad som en hink. Den är lika bärbar som en engångsgrill, men klarar av större köttstycken än engångsgrillen.

### Salamander
En salamander är en elektrisk grill med ovanliggande grillelement. Den används på restauranger för att snabbt ge maträtter en yta, exempelvis efterrätter.

## Grillgaller
Grillgaller finns både i emalj och i gjutgärn.
Galler av emalj bör inte rengöras med hårda borstar eller verktyg. Den typen av galler kan istället blötläggas i tvål och vatten innan rengöring med en tvättsvamp eller i diskmaskin.
Galler av gjutjärn bör oljas in före användning för att senare underlätta rengöring. Vid rengöring ska man aldrig använda diskmedel på gjutjärnsgaller. Istället kan man lägga på locket på grillen på högsta värme för att förkolna matrester och därefter borsta bort det som är kvar. Alternativt blötlägga i bakpulver, ättikssprit och vatten i en halvtimme och skrubba med en boll av aluminiumfolie.
Ett annat sätt att rengöra gallret är att lägga det i gräset över natten. Morgondaggen löser upp resterna och gräsmattans insekter tar hand om rengöringen. Därefter torkar man rent gallret med ett papper.